# Christian Friedrich Minameyer
Christian Friedrich Minameyer (* 25. Oktober 1808 in Bayreuth; † 30. Juli 1878 in Berlin) war ein preußischer Generalmajor und Kommandeur der 3. Artillerie-Brigade.

## Leben

### Herkunft
Seine Eltern waren Johann Karl Konrad Minameyer (1777–1843) und dessen Ehefrau Karoline Friedrike, geborene von Pöppinghausen. Sein Vater war Zeugkapitän in Magdeburg, auch vier weitere Brüder waren bei der 3. Artillerie-Brigade, darunter Wilhelm August Eduard Minameyer (* 1816), Autor von Compendium der Pferdekenntniss.

### Werdegang
Seine schulische Bildung erhielt Minameyer am Domgymnasium Magdeburg. Am 25. Oktober 1823 trat er als Kanonier in die 3. Artillerie-Brigade der Preußischen Armee ein und besuchte 1826/28 die Vereinigte Artillerie- und Ingenieurschule. Bis Ende März 1831 avancierte er zum Sekondeleutnant, wurde am 24. Juni 1831 zur 7. Artillerie-Brigade versetzt und ab dem 1. März 1833 als Abteilungsadjutant verwendet. Unter Beförderung zum Premierleutnant kehrte Minameyer 17. März 1842 in seine Stammbrigade zurück und fungierte ab April 1844 als Adjutant. Vier Jahre später wurde er Kompanieführer, am 10. Oktober 1844 zum Hauptmann befördert und zum Batteriechef ernannt. Unter Stellung à la suite wurde Minameyer am 16. Oktober 1851 Adjutant der 1. Artillerie-Inspektion in Stettin und am 21. August 1852 in die Adjutantur versetzt. Unter Belassung in seiner Stellung kam er am 18. Juni 1853 in das 2. Artillerie-Regiment, sein Patent wurde auf den 15. März 1848 rückdatiert. Er wurde am 2. Juni 1855 zum Major befördert und als Kommandeur der Kombinierten Festungsartillerie-Abteilung in die Festung Mainz versetzt, dazu wurde er à la suite des 2. Artillerie-Regiments gestellt. Am 31. Mai 1859 zum Oberstleutnant befördert, kam er am 1. Oktober 1860 als Kommandeur der 2. Festungsabteilung in die 3. Artillerie-Brigade. Am 18. Oktober 1861 erhielt er den Charakter als Oberst und am 17. März 1863 das Patent zu seinem Dienstgrad. Anschließend wurde er am 23. Oktober 1863 als Chef des Generalstabs zur Generalinspektion der Artillerie versetzt und war zugleich ab dem 1. Februar 1864 auch als Mitglied der Prüfungskommission für Premierleutnants der Artillerie tätig. Am 26. August 1864 wurde er Kommandeur der 3. Artillerie-Brigade und wurde dazu a la suite des Generalstabes gestellt.
Während des Krieges gegen Österreich führte Minameyer seine Brigade in den Schlachten bei Münchengrätz und Königgrätz. Für sein Wirken erhielt er die Schwerter zum Roten Adlerorden III. Klasse und wurde am 20. September 1866 zum Generalmajor befördert. Unter Verleihung des Roten Adlerordens II. Klasse mit Eichenlaub und Schwertern am Ringe wurde er am 16. Oktober 1867 mit Pension zur Disposition gestellt. Er starb am 30. Juli 1878 in Berlin.